# Thomas Robinson (1. baron Grantham)
Thomas Robinson GCB (ur. 1695, zm. 30 września 1770) – brytyjski dyplomata i polityk.
Jego ojcem był sir William Robinson, baronet Robinson (1655–1736) z Newby (hrabstwo Yorkshire). Robinson zasiadał w Parlamencie z okręgu York od 1697 do 1722 r.
Kształcony w Trinity College na Uniwersytecie Cambridge, Thomas Robinson zdobył w Paryżu doświadczenie dyplomaty. Później był brytyjskim ambasadorem w Wiedniu od 1730 do 1748 r. w roku 1741 na próżno próbował pogodzić Prusy i Austrię. W 1748 był obecny na kongresie w Akwizgranie. W roku 1742 otrzymał „Order Łaźni” (Knight of Bath).
Po powrocie z kontynentu piastował wiele stanowisk w Wielkiej Brytanii.
Poślubił Frances, córkę Thomasa Worsleya z Hovingham, 13 lipca 1737, i miał z nią dwóch synów i sześć córek. Parostwo odziedziczył jego najstarszy syn Thomas Robinson, 2. baron Grantham.